# Rathaus Treysa

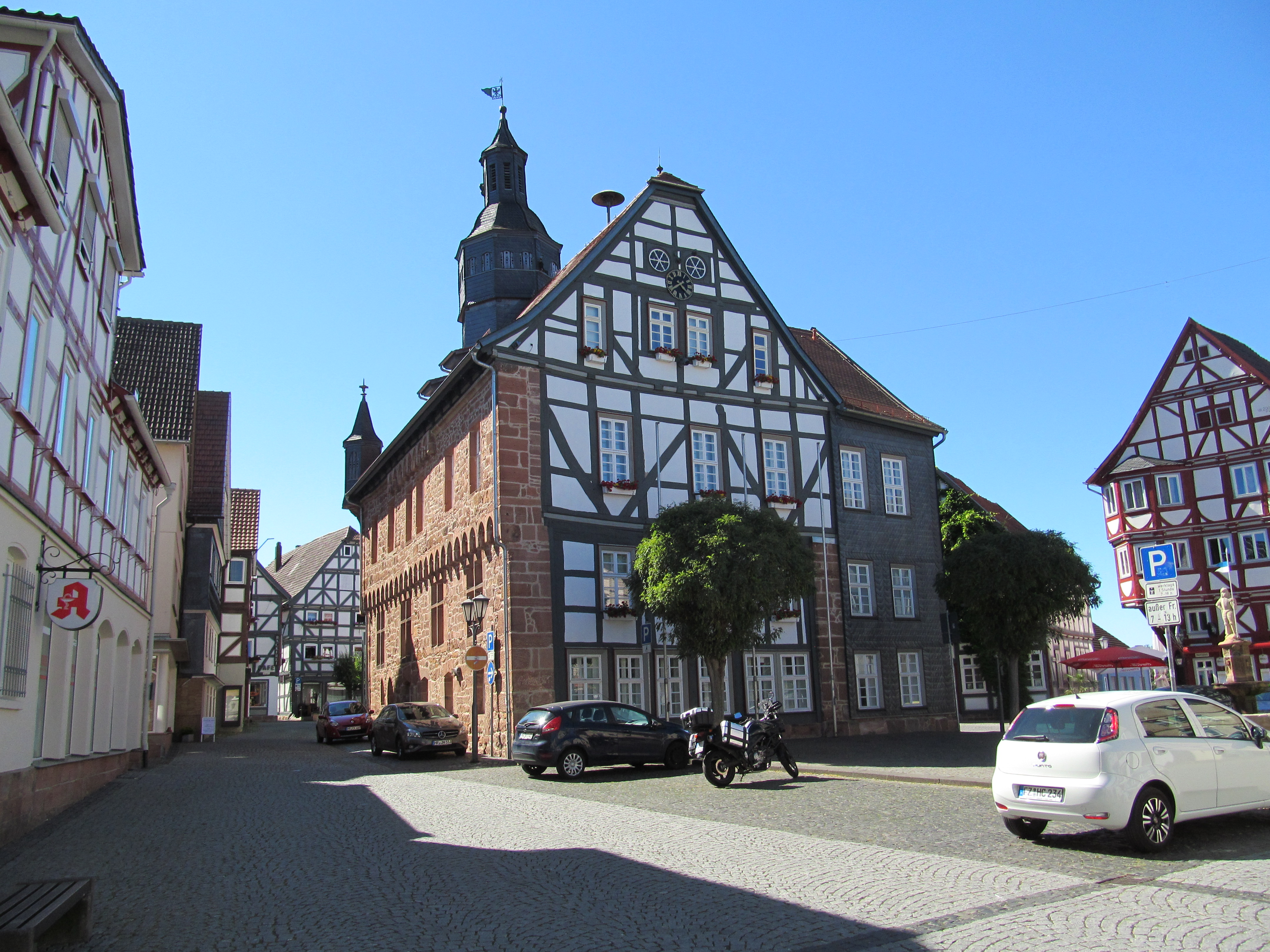
Rathaus Treysa

Die Rathaus ist ein denkmalgeschütztes Bauwerk in Treysa, einem Stadtteil von Schwalmstadt im Schwalm-Eder-Kreis (Hessen).

## Beschreibung
Das dreigeschossige Rathaus aus Bruchsteinen aus dem 15. Jahrhundert wurde im Dreißigjährigen Krieg zerstört. Es wurde 1649–52 wieder aufgebaut, teilweise in Holzfachwerk. Auf dem Giebel im Westen befinden sich zwei vorkragende Ecktürmchen. Aus dem Satteldach erhebt sich ein achteckiger Dachreiter, auf dem eine Laterne sitzt. 1696 wurde ein Anbau an der Nordseite errichtet, wie eine Inschrift bezeugt. An der Südseite ist das gotische Mauerwerk in voller Höhe mit Friesen erhalten.